# ソッピース

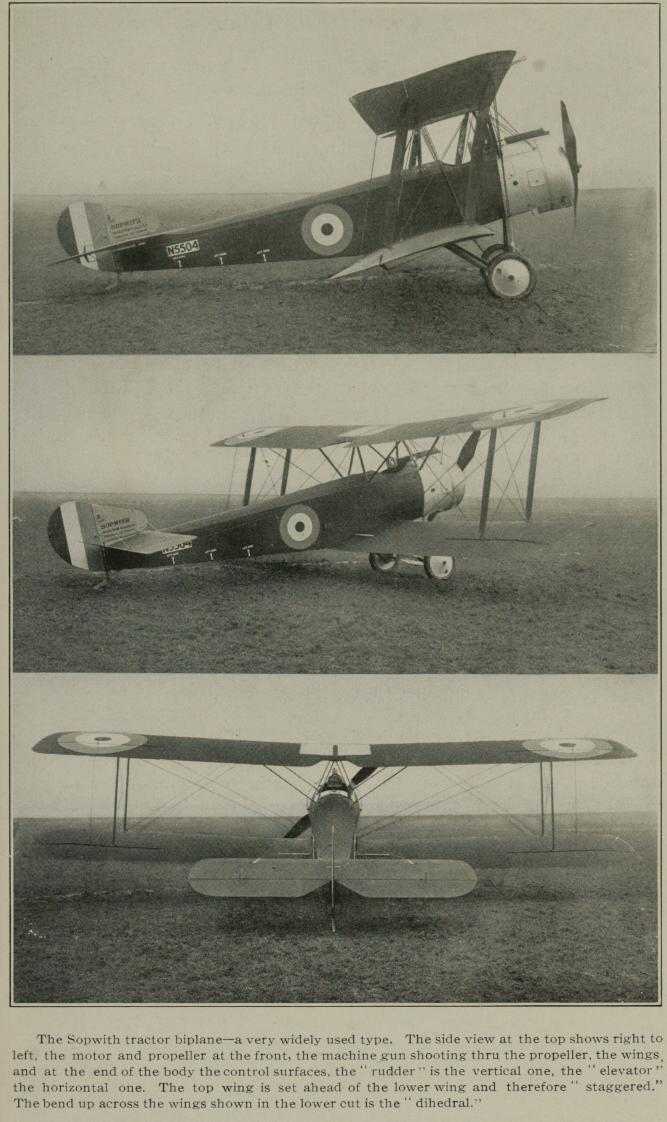
ソッピース 1½ ストラッター単座爆撃機

ソッピース・エイヴィエーション（Sopwith Aviation Company、本来の発音はソップウィス）は、第一次世界大戦において、主にイギリス陸軍航空隊、同海軍航空隊およびそれらの後身であるイギリス空軍のため航空機を設計・製造したイギリスの航空機会社である。ソッピース社の航空機は大戦中、フランス、ベルギー、アメリカ合衆国などの多くの国の航空部隊で使用された。代表的な機体としてキャメルがある。

## 沿革
ソッピース社は1912年6月、航空やヨットや自動車レースに関心の深いスポーツマンでありかつ裕福な紳士であるトーマス・ソッピースによってキングストン・アポン・テムズで設立された。そのとき、ソッピースはわずか24歳だった。最初の工場は、使われなくなったアイスリンクを建屋として12月に開業した。初期の協同生産は1913年にワイト島のイースト・カウズにあるS・E・サンダース造船所で行われ、ソッピース バットボート飛行艇を生産した。同機はコンスータ（w:Consuta）被覆を施した艇体を持ち、水上からも陸上からも運用することが出来た。1914年にはハンプシャー州ウールストンにも小さな工場がオープンした。
第一次世界大戦の間、同社は5,000人を雇用して16,000機以上の航空機を製造した。ソッピースス社の航空機の多くは下請け企業によって製造され、ソッピース社自身が製造したものより多かった。それらの企業にはフェアリー、クレイトン&シャトルワース、ウィリアム・ビアドモア、ラストン・プロクターなどがある。
戦争終結後、同社は戦争中に製造した機体をベースにした航空機、例えばパップの派生型のダブ、キャメルの単葉型スワローなどを民間市場に提供しようとしたが、戦時中の余剰航空機が広範かつ安価に入手できる状況では採算の取れるものではなかった。1919年に同社はABCモーターサイクルと提携して、400cc水平2気筒のオートバイをライセンス生産した。また、多角化を試みてABCモーターズの購入も行ったが、この賭けも失敗に終わった。ソッピース社の経営は1920年に破綻し、また政府からの戦時利得税に関する暗黙の強い要請に直面して、解散した。
ソッピース社清算の直後、トム・ソッピースは、ハリー・ホーカー、フレッド・シグリスト、ビル・エアらと共に「H・G・ホーカー・エンジニアリング」社を設立した。同社はのちのホーカー・エアクラフトからホーカー・シドレーにいたる系列の前身である。ソッピースはその引退まで、ホーカー・シドレー社の会長を務めた。ホーカー社とその後継者は、両大戦間のハートやデモン、第二次世界大戦で活躍したハリケーン、タイフーン、テンペスト、そして戦後のシーフューリー、ハンター、ハリアーなどの多くの著名な軍用機を生み出した。驚くべきことに、これら後期のジェット機は、1918年にソッピース スナイプを作ったのと全く同じ工場建屋で製作された。

## ソッピース社の主な航空機

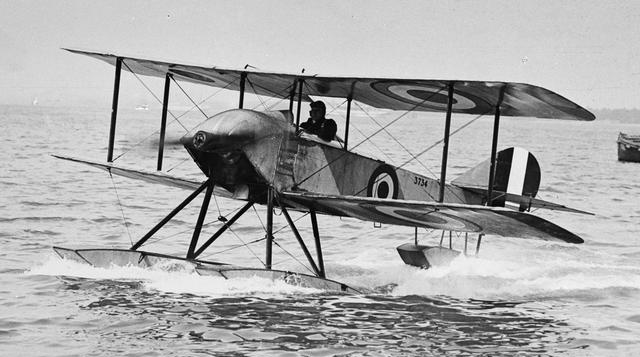
1914年のシュナイダートロフィーレース（モナコ）におけるソッピース シュナイダー（ソッピース タブロイドのフロート装着版）

当初はソッピース自身が、以前からの個人的に整備士としていたフレッド・シグリストの手助けを得て、ソッピース社式の設計を先導した。その後、戦前のイギリス海軍航空隊向けのあまり目立たないいくつかの設計（例えばスリーシーター、バットボートなど）を経て、ソッピース社最初の大成功作が登場した。それは、速くてコンパクトな（それが名前の由来でもある）タブロイドで、同社のテストパイロットであるオーストラリア出身のハリー・ホーカーの影響を受けた最初の設計であった。この機のフロート装備型は1914年のシュナイダー・トロフィーを獲得した。また陸上機型は大戦初期の海軍航空隊と陸軍航空隊の両方で使用された。より高いパワーとフロートを備えたタイプはソッピース ベイビーとなり、それは第一次世界大戦のほとんどの期間、海軍航空隊の馬車馬となって働いた。
1916年にハーバート・スミスがソッピース社の主任設計者となると、そのリーダーシップの下、大型のタイプ9901を含む、その他の第一次世界大戦型の傑作機が生み出された。このタイプ9901は「ソッピース 1½ ストラッター」として知られ、斬新な箱型支持構造を持ち、イギリス海陸軍航空隊やフランス航空隊において単座爆撃機、複座戦闘機、あるいは弾着観測機や練習機として使用された。続いてその派生タイプとして、より小型で機敏な単座の、「パップ」の名で有名になった「スカウト」が登場した。パップとストラッターは、機関銃をプロペラ回転面を通して発射できる同調装置を持つ牽引式戦闘機として、イギリスで初めて実用化された飛行機である。この装置は、その後いくつかの異なる設計のものが使用されたにもかかわらず、その設計者の名からソッピース＝カウパー・ギアとして知られた。パップは1916年秋から1917年初夏にかけてイギリス陸軍航空隊および海軍航空隊（母艦から運用された）によって西部戦線で広く使用され、パイロットからも好評だった。パップは戦争の残りの期間、高等練習機として使用された。このパップ（「子犬」）は、ソッピース社の、動物の名がつけられ、全体として「空飛ぶ動物園」として有名となった大戦中の一連の航空機の最初のものとなった。
パップに実験的に翼弦の小さい3枚の翼とより強力なエンジンを備えたものがトライプレーンである。トライプレーンは1917年中の海軍航空隊の4個飛行隊でのみ使用されたが、驚異的な強さを発揮して有名になった。最も本機を活用したのはレイモンド・コリショーの有名な海軍第10飛行隊の「ブラック・フライト」である。この飛行小隊のあだ名は使用する機体の黒い識別色に由来し、それぞれの機の名前もブラック・マリア、ブラック・プリンス、ブラック・デス（黒死病）、ブラック・ロジャー、そしてブラック・シープと付けられていた。本機のもたらした衝撃は、敵味方両方の航空機製作者に多くの三葉機の試作をさせることとなったが、成功したのはドイツ側のフォッカー三葉機のみだった。
1917年初夏に、機関銃2挺を装備したキャメル戦闘機が配備された。この戦闘機は機動性が非常に高い上に武装も充実しており、大戦終了までに5,000機以上生産された。キャメルは他のどのイギリス戦闘機よりも多くの敵機を撃墜したが、操縦が難しく、事故により非常に多くの未熟練パイロットが犠牲になった。また、改造の上、夜間迎撃戦闘機または艦上戦闘機としても使われ、さらにイギリスだけでなくベルギーやアメリカの航空部隊で実戦に使用された。
最後に最前線に配備されたのは、4挺の機銃を備えた固定式エンジンのドルフィン戦闘機と、最後のロータリーエンジン装備戦闘機であるスナイプ戦闘機だった。スナイプはほんの少数しか前線に配備されなかったので戦闘にもわずかしか参加していないが、カナダのエースであるウィリアム・ジョージ・バーカーは、本機により、圧倒的に不利な状況下でひとり奮戦したことを栄誉として、ヴィクトリア十字勲章を獲得した。
大戦末期に、同社はクックー雷撃機と、スナイプの対地攻撃装甲型であるサラマンダーを開発したが、いずれも戦闘には間に合わなかった。その他、大戦期を通じて多くの試作が行われたが、その大部分は動物（ヒッポ（カバ）、ヌー、ライノ（サイ）等）の名が付けられており、そのために「ソッピース動物園」と呼ばれた。
第一次世界大戦後、スナイプは大幅に縮小されたイギリス空軍の主力戦闘機に選ばれて、最終的に1920年代後期に交替するまで、現役にとどまった。

## ソッピース社の航空機

### 第一次世界大戦前
- ソッピース 1914 シュナイダー・レーサー
- ソッピース タイプSPGN（またはソッピース ガンバス）
- ソッピース バットボート

### 第一次世界大戦期
- ソッピース アドミラルティ・タイプ137
- ソッピース タイプ806
- ソッピース タイプ807
- ソッピース タイプ860
- ソッピース 複座スカウト
- ソッピース タブロイド
- ソッピース ベイビー

- ソッピース 1½ ストラッター
- ソッピース パップ
- ソッピース トライプレーン
- ソッピース L.R.T.Tr.
- ソッピース キャメル
- ソッピース B.1
- ソッピース Cobham 双発爆撃機
- ソッピース AT 空中魚雷
- ソッピース ドラゴン
- ソッピース スナイプ
- ソッピース ドルフィン
- ソッピース サラマンダー
- ソッピース クックー
- ソッピース ブルドッグ
- ソッピース バッファロー
- ソッピース ライノ
- ソッピース スクーター
- ソッピース スワロー
- ソッピース スネイル
- ソッピース スナッパー
- ソッピース スナーク

### 第一次世界大戦後
- ソッピース ヌー
- ソッピース 1919 シュナイダーカップ水上機
- ソッピース アトランティック
- ソッピース アンテロープ
- ソッピース ワラビー
- ソッピース レインボー（レーサー）
- ソッピース グラスホッパー